# Labori Mészöly Miklós
Labori Mészöly Miklós (Labori Miklós, születési neve: Messinger Manó; 1909-től névváltozatai: Mészöly Manó Miklós, Mészöly Miklós) (Budapest, 1883. július 30. – 1944 után) fényképész, fotóriporter.

## Élete
Budapesten született Messinger József (1857–1900) nyomdász és Szinayberger Karolina fiaként. A Labori cégnév hivatalosan az 1910-es Központi Értesítő bejegyzésében található meg nevével. Egy rövid időre Erdényi Ignác fényképész is használta ezt a nevet, de 1915-ben teljes egészében Mészöly Miklós cégszövegeként lett bejegyezve.
1909 nyarán a vele egy címen bejelentett Messinger Oszkár, Béla és László nevű testvérekkel együtt vezetéknevét Mészölyre magyarosította. Közülük az utóbbi kettő is neves művész lett.
1909 májusában az ő munkáit mutatták be a margitszigeti főhercegi kastélyban, Az Amatőr újság szerkesztője, Kohlman Artur által szervezett I. Országos Fényképkiállítás azon része, ahol „a magyar foto-ipar első termékeivel a magyar fényképezési lemezeken készült arcképfelvételek” szerepeltek. 1909 szeptemberében nyíló Erzsébet-téri műtermében nagyszabású sajtó vernisszázst tartott – ekkor már tíz éve kitüntetésekkel (Budapest, London, Párizs, Liège, Brüsszel) elismerten jelen volt fotóival Magyarországon és külföldön egyaránt. 1910 augusztusában, míg ő külföldi tanulmányúton volt, műtermét átalakíttatta és megnagyobbíttatta. 1911 decemberében szintén a budapesti újságok adták hírül, hogy „a minisztériumok részéről kitüntetően meleg elismerést kapott”. 1926-ban amatőr fotósok számára bővítette szolgáltatását, akik képeik azonnali előhívásán túl szakmai tanácsokat is adtak.
Az 1910-es évektől kezdve számos, főleg magyar színházi lap (Színházi Élet, Színházi Hét, Figáró, Színházi Világ, illetve Pesti Hírlap, Ország-Világ, néhány fotóval a Vasárnapi Ujság) megnevezett címlap- és sztárfotósa, fotóriportere is volt. 1920-ban igazgatósági tagja volt az akkor alakult Színházi Világ Kiadóvállalat Részvénytársaságnak. Képei képeslapreklámokon is megjelentek. 1927-ben a Vakok Intézetéről is készített egy albumot, a vakok mindennapi életéről, az iskolai oktatásról, készségfejlesztésekről és a szakmatanulásról, ami képeit 2005-ben egy időszaki kiállításon is kiállították.
1919-ben és 1930-ban az ő műtermében dolgozott Demeter Károly fotóművész.
1920-tól válaszmányi tagja volt Budapesti Fényképész Ipartestületnek. 1935-ben dísztagjává választotta a francia kereskedők és iparosok testülete is. Ekkorra már többek között a nizzai műterme révén fotográfiái különösen népszerűek voltak a francia Riviérán.
1928-tól az 1940-es évekig Labori budapesti műterme volt a Trükk Filmvállalat tulajdonosa. Egy adatközlő ív szerint 1944-ben külföldön, nizzai lakcímén tartózkodott.
Műterme volt Budapest V. kerületében az Erzsébet tér (később gr. Tisza István, majd József Atilla utca) 18-ban 1908–1943 között, és 1907-ben a Váci körút 15-ben (ami Erdényi Ignácé is volt). Fiókműterme a IX. kerületi Üllői út 5. szám alatt működött.